# کلیسای جامع تروئل
کلیسای جامع تروئل (اسپانیایی: Teruel Cathedral‎) یک کلیسای کاتولیک رومی در شهر تروئل واقع در آراگون اسپانیا است که وقف‌شده به مریم مقدس است و به سبب معماری مدجن شهرت دارد. این عمارت همراه با کلیساهای دیگر در شهر تروئل و استان ساراگوسا از سال ۱۹۸۶ به عنوان میراث جهانی یونسکو ثبت شده است.
ساخت عمارت اصلی این کلیسا از سال ۱۱۷۱ میلادی در سبک معماری رمانسک آغاز و همزمان با برج مدجن در سال ۱۲۵۷ به اتمام رسید. محراب‌های رمانسک آن در اوایل قرن چهاردهم میلادی با همان سبک معماری گوتیک-مدجن جایگزین شد که امروزه بر بالای نمازخانه اصلی قابل مشاهده است. تعداد تکیه گاه‌ها هم به نصف کاهش یافت که منجر به پُرنوری و وسعت بیشتر در شبستان‌های قوسی نوک تیز آن گشت و دیوارها هم بزرگ‌تر شد. برج مدجن هم از سال ۱۲۵۷ راه‌اندازی شد و بخش پائینی اش یک طاق آهنگ دارد که عابرات می‌توانند از آن عبور و مرور کنند. این برج یکی از قدیمی‌ترین برح‌های مدجن اسپانیاست و در قسمت فوقانی یک مشعل سقفی هشت‌ضلعی دارد که متعلق به قرن هفدهم میلادی است. حوالی سال ۱۷۰۰، راس گوتیک ساختمان برای ایجاد یک غلام‌گردش تعدیل شد.